# 3 Doors Down
3 Doors Down (Three Doors Down) é uma banda de rock alternativo dos Estados Unidos, originária da cidade de Escatawpa, Mississippi fundada por Brad Arnold (vocal e bateria), Matt Roberts (guitarra) e Todd Harrell (baixista). A banda assinou com a Universal Records depois do sucesso de sua música "Kryptonite". A banda vendeu mais de 15 milhões de cópias pelo mundo desde seu primeiro álbum, The Better Life, que foi lançado em 2000. A banda chegou a fazer cerca de 300 shows por ano.

## História

### Anos anteriores (1996-2000)
A banda foi formada pelo trio com Brad Arnold (vocal e também fazendo as vezes de baterista), Matt Roberts (guitarrista)  e o baixista Todd Harrel. Os três amigos cresceram juntos em Escatawpa, e tinham interesses musicais em comum: o rock. A banda começou tocando na sua cidade natal, tocando um mix de músicas covers e músicas que foram gravadas no seu primeiro lançamento. Brad Arnold no primeiro primeiro momento, atuou como vocal e também baterista principalmente porque, como ele mesmo disse "ninguém iria fazer, mas ele fez e gostou bastante".
A banda começou uma turnê fora de sua cidade, e durante a jornada para Foley, Alabama eles decidiram seu nome oficial. Quando os três homens foram caminhando e pensando pela cidade, eles avistaram um edifício onde algumas letras tinham caído da sua fachada, e leram "Doors Down." Desde este momento eles decidiram que por eles estarem em 3 pessoas, adicionaram o "3" para criar "3 Doors Down."
Anos depois de sua performance juntos, Todd Harrell convocou o também guitarrista Chris Henderson para entrar na banda com o objetivo de fazer músicas mais completas. Eles gravaram um disco demo com músicas originais, que alcançou boa publicidade e uma grande audiência, chamando a atenção da gravadora Universal Records, que contratou a banda.

### The Better Life(2000-2001)
O primeiro álbum de 3 Doors Down, The Better Life foi lançado em 2 de Fevereiro de 2000, e foi considerado o 11º melhor álbum do ano, vendendo cerca de 11 milhões de cópias. Isso garantiu à banda 6 discos de platina, em maior parte devido ao singles internacionais , "Kryptonite", "Loser", e "Duck and Run". Um quarto single, "Be Like That", foi lançado e depois regravado para o filme American Pie 2, de 2001, que alternou as 2 primeiras linhas da música. Essa versão é conhecida como "The American Pie 2 Edit". Para a gravação do álbum, Brad Arnold gravou a parte de vocal e bateria juntas. Entretanto, durante a turnê de The Better Life, a banda contratou um baterista e Brad Arnold fez a apresentação em frente o palco.

### Away from the SuneAnother 700 Miles(2002-2004)
O segundo álbum da banda, Away from the Sun, foi lançado em 2002 e desde então ganhou 4 discos de platina nos Estados Unidos e 1 na Austrália. "Here Without You" e "When I'm Gone" foram os singles de maior sucesso do álbum, com "The Road I'm On" e "Away from the Sun" também sendo lançadas como single.
O baterista Josh Freese foi convidado para gravar a bateria em Away from the Sun. Alex Lifeson produziu e adaptou três músicas para sua participação, "Dangerous Game", "Dead Love", e "Wasted Me", mas somente "Dangerous Game" foi finalizada e incluida no álbum. Depois, a banda convidou o canadense Daniel Adair para o instrumento na turnê do álbum. Ele viria a participar do próximo álbum de estúdio da banda.
Em 2003, a banda lançou um álbum ao vivo intitulado Another 700 Miles consistindo de gravações de performances ao vivo da banda em Chicago, Illinois. Another 700 Miles foi premiado com Disco de Ouro nos Estados Unidos. O EP possuía B-sides e alguns singles de álbuns anteriores. Ainda contém uma versão de uma música "That Smell" do Lynyrd Skynyrd.
Em 2003, a banda começou apresentando o show beneficente "3 Doors Down and Friends", que a banda faz para a caridade por intermédio da The Better Life Foundation. Em 2006, esse evento foi mudado para Mobile Convention Center, com objetivo de beneficiar os sobreviventes do Furacão Katrina. Como residentes de Escatawpa, os membros da banda viram os efeitos da devastação do furacão.

### Seventeen Days(2005-2007)
O terceiro álbum da banda foi lançado em 2005 sendo intitulado Seventeen Days, foi lançado e ganhou disco de platina. "Let Me Go" e "Behind Those Eyes" foram as músicas de mais sucesso. "Live for Today", "Landing in London" (onde Bob Seger fez segunda voz e guitarra), e "Here by Me" também foram singles. Durante a tour de Seventeen Days, a banda apareceu com a banda de rock Lynyrd Skynyrd, como abertura de show deles.
Em 2005, a banda lançou um DVD ao vivo intitulado Away from the Sun: Live from Houston, Texas. O DVD foi produzido e dirigido por Alex Gibney e Doug Biro, trazendo músicas dos álbuns The Better Life e Away from the Sun, e algumas esquetes de "It's Not Me" e "Father's Son", que juntas foram lançadas no Seventeen Days. Greg Upchurch, membro fundador do Puddle of Mudd, substituiu Daniel Adair em 2005, quando Adair deixou a banda para aceitar a posição de baterista do Nickelback.

### 3 Doors Down(2008-2009)
A banda lançou seu quarto álbum intitulado com o próprio nome da banda, em 20 de Maio de 2008. Entrou em 1º lugar na Billboard 200, vendendo 154 mil cópias na primeira semana. É a segunda vez consecutiva que a banda é a número 1 depois de Seventeen Days, com seu quarto álbum também aparecendo na Top Ten. O álbum contém singles como "It's Not My Time", "Train", "Let Me Be Myself" e "Citizen/Soldier"(essa última escrita como tributo para o exército nacional americano). 
Depois, em 2009, foi lançada uma canção em comemoração ao natal intitulada "Where Lives My Christmas", a primeira canção em homenagem ao natal escrita pelo vocalista Brad Arnold. Foi lançado um E.P. acústico em mídias digitais como iTunes e Amazon, com sete canções, dia 8 de Dezembro de 2009. Seis são faixas acústicas do álbum "3 Doors Down" e outra é uma versão acústica de "Where Lives My Christmas".

### Time of My Life(2010-2013)
No dia  9 de fevereiro de 2010, a banda liberou uma nova canção single chamada "Shine" através de mídias digitais como o iTunes, que foi usada em uma promoção para os Jogos Olímpicos de Inverno de 2010 e está disponível nos pontos de venda digital. Em entrevista à Rolling Stone, Brad Arnold disse que o álbum é mais pesado que os dois últimos álbuns e menos comercial. "Resolvemos fazer algo diferente. Para mim, é o nosso melhor álbum" - Diz Brad Arnold.
No dia 22 de julho de 2010, a banda declarou durante um concerto em Londres, que eles iriam começar a gravar seu novo álbum na semana seguinte. Eles também tocaram uma música nova, intitulada "On The Run", dizendo que estará no próximo álbum. Enquanto o novo álbum não tinha data de lançamento confirmada, houve boatos de que o lançamento seria na Primavera de 2011. Mais tarde, o vocalista Brad Arnold confirmou também que o produtor indicado ao Grammy duas vezes, Howard Benson, estaria produzindo o novo álbum e a banda estaria em estúdio para começar a gravar. O álbum é chamado de Time of My Life e foi lançado em 19 de julho de 2011.

### Us and the Nighte a morte de Matt Roberts (2014–presente)
Entre 2013 e 2014, a banda saiu numa turnê acústica chamada "Songs from the Basement", com shows pelos Estados Unidos. Em fevereiro de 2013, Todd Harrell foi preso no Mississippi por dirigir embriagado. Logo em seguida, o grupo anunciou que Harrell estava fora da banda e eles continuariam com Justin Biltonen como substituto. Em junho de 2014, Chris Henderson anunciou um novo disco, intitulado Us and the Night. O álbum foi lançado em março de 2016 e dividiu opiniões.
Em 20 de agosto de 2016, o guitarrista Matt Roberts, que estava afastado desde 2012, morreu aos 38 anos devido a uma overdose medicamentosa.
Em 7 de maio de 2025, 	Brad Arnold anunciou que havia sido diagnosticado com câncer renal em estágio quatro, o que levou a banda a cancelar uma turnê programada para 2025.

## Integrantes

### Formação atual
- Brad Arnold – vocal, bateria (1996–presente)
- Chris Henderson – guitarra rítmica (1996–presente)
- Justin Biltonen - baixo (2013-presente)
- Greg Upchurch – bateria (2005–presente)

Upchurch assumiu a bateria logo após a saída de Daniel Adair e do lançamento do álbum Seventeen Days, em fevereiro de 2005. Ele era baterista da banda Puddle of Mudd.
- Chet Roberts – guitarra solo, vocal de apoio (2012–presente)

### Ex-integrantes
- Matt Roberts - guitarra solo, vocal de apoio (1996-2012)

Roberts saiu da banda em 2012, sendo o primeiro membro fundador a sair do grupo. A saída se deu por motivos de saúde relacionados ao sistema circulatório. O guitarrista faleceu em 20 de Agosto de 2016, aos 38 anos de idade, na cidade de West Bend, estado de Wisconsin. Ele estaria na cidade para tocar em um evento de caridade. A morte do músico foi causada por overdose acidental de medicamentos. Os fármacos encontrados que causaram o óbito foram Fentanil, Hidrocodona e Alprazolam, prescritos por seu médico pessoal Dr. Richard Snellgrove. A família de Roberts alegou que o médico prescrevia opioides a ele desde 2006.
- Todd Harrell – baixo (1996–2013)

Foi o segundo dos três fundadores da banda a sair, restando apenas o vocalista Brad Arnold. Harrel teve de deixar a banda em 2013 quando se envolveu em um acidente automobilístico que causou a morte de uma pessoa. Harrel estava sob efeito de drogas e álcool quando aconteceu a fatalidade e por ela foi condenado a 8 anos de prisão. Estando em liberdade condicional, em 2018, voltou a ser preso após a polícia encontrar armas e drogas em sua casa. Os policiais estiveram lá por conta de uma denuncia de violência doméstica contra sua esposa Jennifer Fields, com quem é casado desde 2002. Por conta do crime de posse ilegal de armas, foi condenado, no estado do Mississipi, a 10 anos de prisão. Pouco tempo depois da última detenção, onde perdeu sua liberdade condicional, Harrel voltou a errar quando a polícia encontrou narcóticos em suas correspondências.
- Daniel Adair – bateria (2002–2005)

Adair participou das turnês do álbum Away From The Sun e fez parte das gravações de Seventeen Days em 2005. No mesmo ano o baterista saiu da banda para ingressar no Nickelback, banda que teria uma sonoridade mais similar ao seu gosto e lhe oferecido um melhor contrato.
- Richard Liles – bateria (1997–2002)

## Discografia

### Álbuns de estúdio
- 1997 - 3 Doors Down
- 2000 - The Better Life
- 2002 - Away from the Sun
- 2005 - Seventeen Days
- 2008 - 3 Doors Down
- 2011 - Time of My Life
- 2016 - Us and the Night

### EP's
- 2003 - Another 700 Miles
- 2005 - Acoustic EP
- 2008 - A Six Pack of Hits
- 2009 - Where My Christmas Lives EP
- 2019 - Acoustic Back Porch Jam

### Álbuns ao vivo
- 2003 - Another 700 Miles

## Premiações
Billboard Music Awards (2003)
- Melhor Grupo de Pop/Rock
- Melhor Single do Hot 100